# Синохара, Юго
Юго Синохара (яп. 篠原•祐剛, англ. Yugo Shinohara, родился 2 ноября 1978 года в Харе, префектура Нагано) — японский конькобежец, специализирующийся в шорт-треке. Участвовал на Олимпийских играх в Токио 1998 и Солт-Лейк-Сити 2002 годах. Двукратный призёр чемпионатов мира. Окончил юридический факультет Университета Яманаси Гакуин (бакалавр).

## Карьера конькобежца
Юго Синохара родился в небольшой деревне Хара. Учился в частной школе Саку, где и начал кататься на коньках.
В 17 лет впервые отобрался в национальную сборную и участвовал на чемпионате мира в Гааге, где поднялся на 5-е место в эстафете. Через год на командном чемпионате мира в Сеуле завоевал серебряную медаль в эстафетной гонке. 
На домашних Олимпийских играх в Нагано участвовал в эстафете, где занял 5-е место с партнёрами по команде. В марте на командном чемпионате мира в Бормио опять стал 5-м в составе эстафеты. В январе 1999 года на зимней Универсиаде в Попраде выиграл бронзовую медаль в беге на 3000 м и золотую в эстафете.
В 2000 году на очередном командном чемпионате мира в Гааге занял 6-е место, а на чемпионате мира в Шеффилде завоевал серебряную медаль в эстафете. В 2001 году на командном чемпионате мира в Нобеяме занял 4-е место, а на чемпионате мира в Чонджу снова в эстафете стал 5-м, а в общем зачёте многоборья занял 10-е место.
В феврале 2002 года на Олимпийских играх в Солт-Лейк-Сити в эстафетной гонке помог команде дойти до 5-го места. В сезоне 2002/03 на Кубке мира дважды выиграл бронзовую медаль в эстафете на этапах в Пекине и Чунчхоне.
В настоящее время преподаватель кафедры Делового администрирования и тренер конькобежного клуба Университета Яманаси Гакуин.